# Tarcza (heraldyka)
Tarcza, właściwie tarcza herbowa (od niem. tartsche) – w heraldyce; jeden z dwóch głównych elementów tworzących herb (wraz z godłem). W zależności od ⁣⁣stulecia⁣⁣ tarcza miała stylizowaną formę tarczy rzeczywistej, charakterystyczną dla aktualnych czasów.

## Charakterystyka
Przed jakimkolwiek pojęciem heraldycznym rycerze używali tzw. znaków własnościowych, czyli znaków niebędących jeszcze herbami. Dopiero umieszczenie takiego znaku (później określanego godłem) na tarczy herbowej czyni go herbem. Umieszczenie znaku rozpoznawczego na tarczy było spowodowane ludzką koniecznością zlokalizowania go w najbardziej widocznym miejscu.

### Kształt
W czasach heraldyki żywej tzn. heraldyki będącej odzwierciedleniem rzeczywistego uzbrojenia rycerza – kształt tarczy ewoluował wraz z rozwojem realnego rynsztunku i zbroi. Wówczas, zmiany kształtu tarczy wiązały się ze zmianami w kształcie oraz wyglądzie umiejscowionego na nim godła. 
Tarcza zmieniała swój kształt na przestrzeni wieków, stopniowo odchodziła od swojego źródła, była coraz swobodniej stylizowana. Wraz z innymi elementami uzbrojenia ewoluowała, była dostosowywana do wymagań konkretnej epoki. 
Szczególnie widoczny początek tego zjawiska można zaobserwować w momencie, kiedy z powodu coraz mniejszego stosowania na polach bitwy, wygląd tarczy rycerskiej stracił na znaczeniu. Została wówczas zamieniona w kartusz. Nie należy zapomnieć, że tarcza zmieniała się zależnie od kraju, wpływów obcych i aktualnej mody.
W pewnym momencie zmiany potoczyły się tak daleko, że tarcza i jej pochodne całkowicie zaniknęły, a godło było umieszczane między dekoracjami z owoców czy z kwiatów (tzw. girlandami), choć bywały i takie przypadki, że znalazło się bezpośrednio na podkładzie tj. na  różnych tkaninach (np. dywanach), czy na samych pieczęciach.

### Występowanie i istotność
O tym jaką istotność miały tarcze herbowe może świadczyć ich umieszczanie wraz z godłami na pieczęciach przez arystokrację (nanoszone przykładowo na dokumentach, jako świadectwo wiarygodności). Choć istnieje też wiele takich pieczęci, na których umieszczano wizerunki samych godeł. Tarcze były niekiedy pomijane również i w innych przedstawieniach heraldycznych, takich jak, chociażby guziki mundurowe i monety.

Kolejnym miejscem, gdzie tarcza występuje jako element herbu, są nagrobki, pełniące funkcję uwiecznienia genealogii zmarłego. Ważne są też witraże, a także zabytki sztuki średniowiecznej z herbami tak jak malarstwo. Należą do nich przedmioty związane z kultem chrześcijańskim (chrzcielnice, relikwiarze, kielichy, monstrancje) oraz przedmioty codziennego użytku (np. kielichy, zapinki, zachowane tarcze i hełmy).

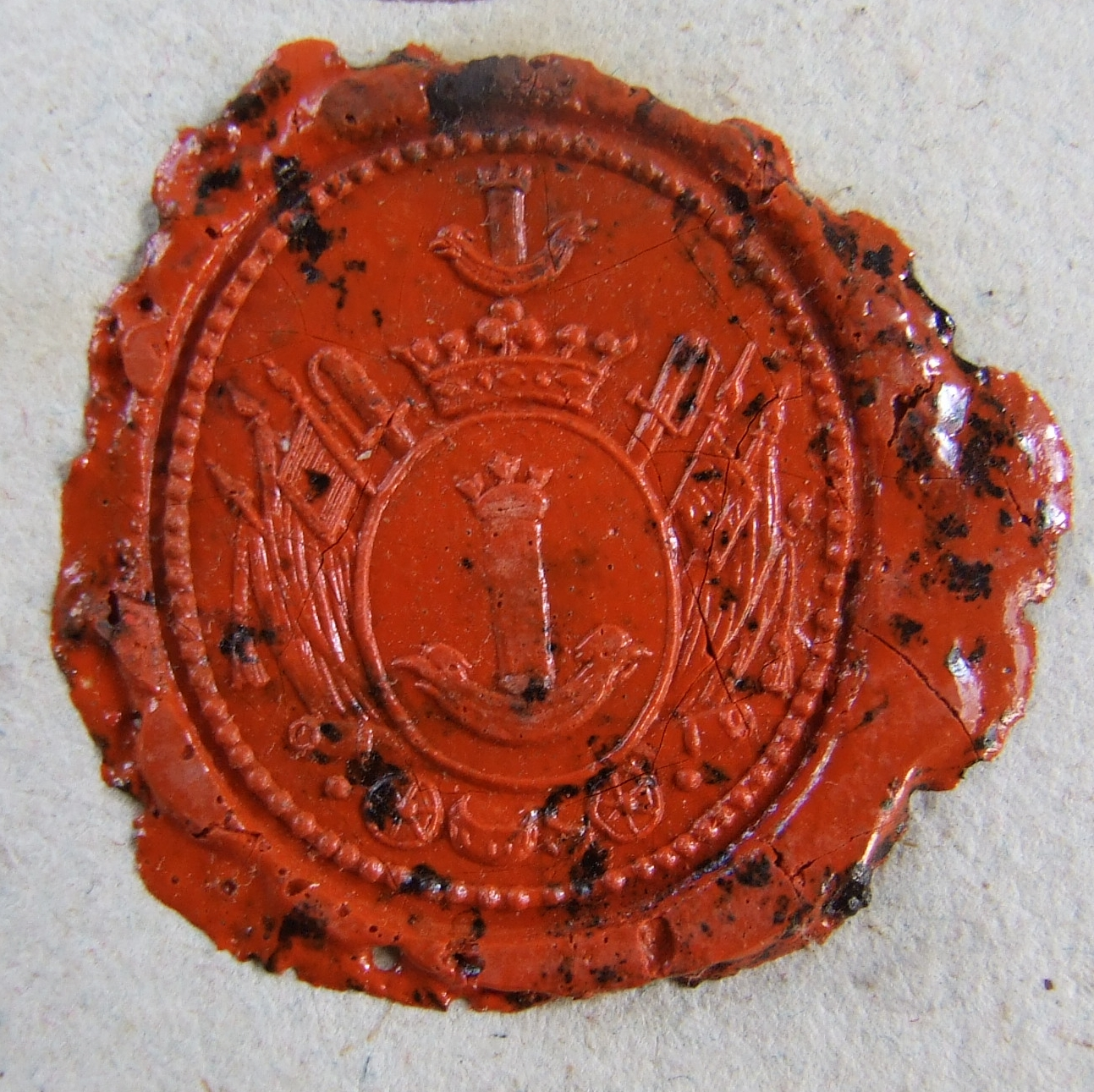
Pieczęć z tarczą herbu Korab (1798)
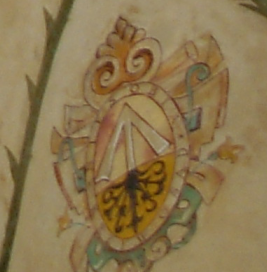
Malarstwo ścienne z tarczą herbu Niesobia (XVII w.)
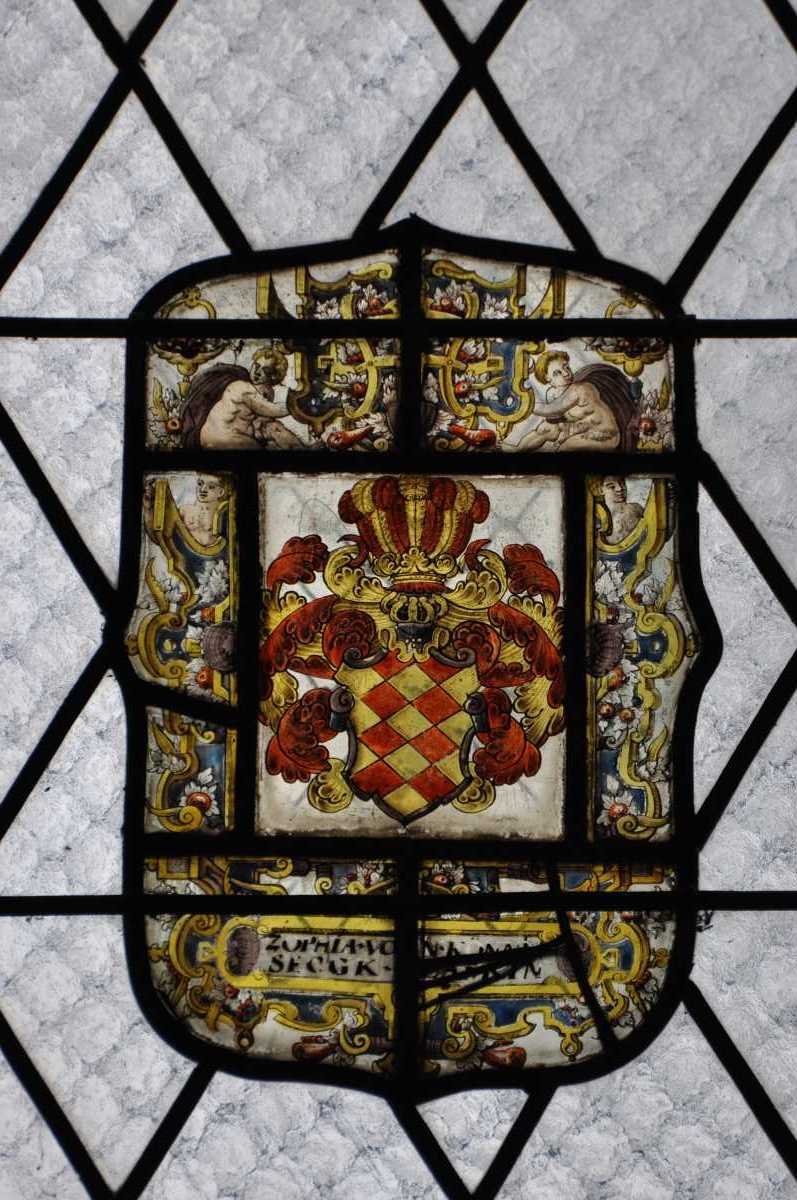
Witraż z tarczą herbu Kizynek II (XVII w.)
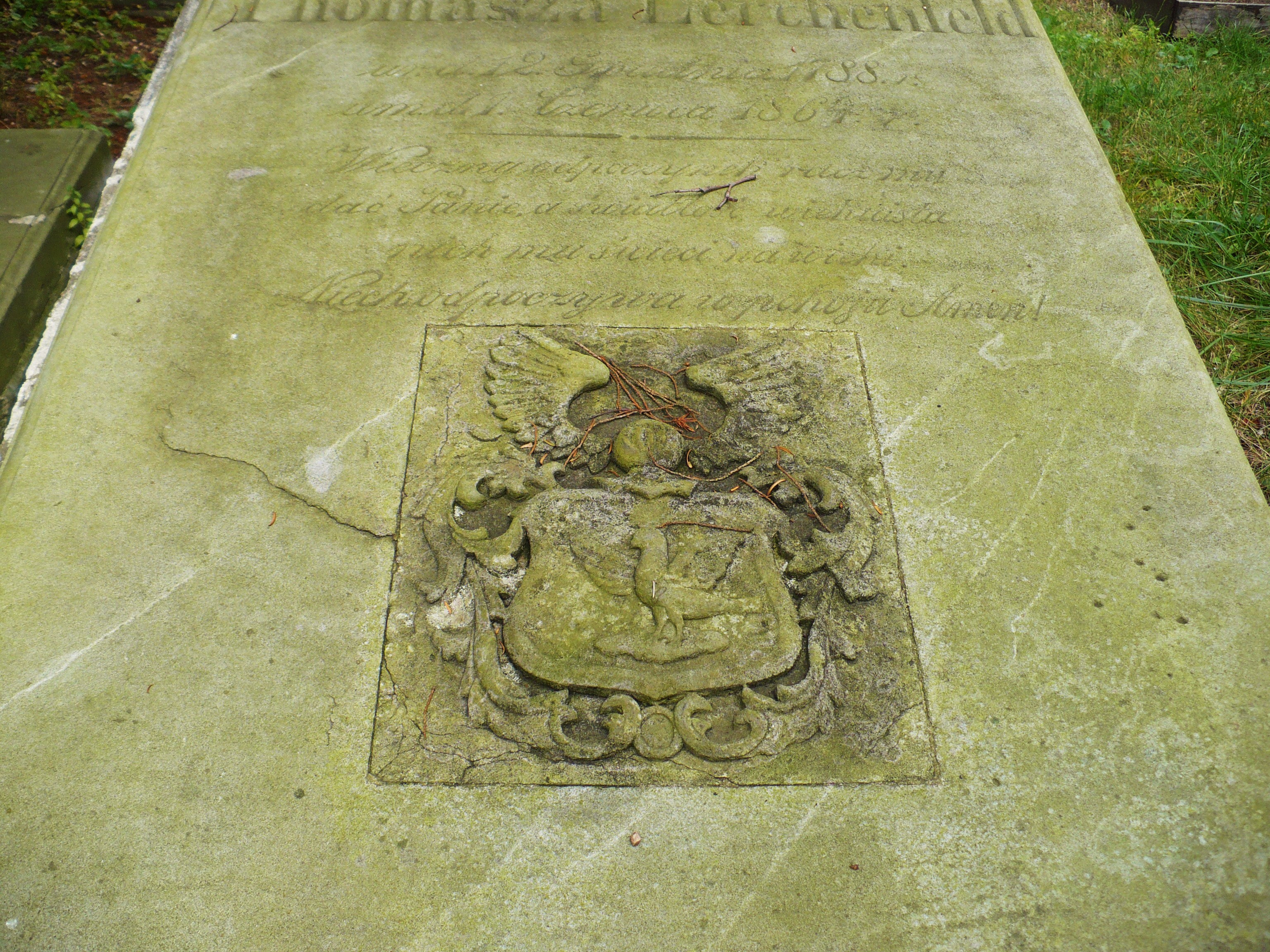
Nagrobek z tarczą herbu Łabędź (1809)

W ciągu wieków w Europie uwidoczniło się szczególne upodobanie niektórych narodów do specjalnego typu tarczy. Tarcze te przyjęto nazywać zwyczajowo narodowymi.

### Przykłady narodowych kształtów tarcz

francuska średniowieczna
francuska nowoczesna
niemiecka
włoska
angielska
szwajcarska
szwajcarska (od 1889)[6]
polska
hiszpańska

## Podziały tarczy
Podziały tarczy herbowej występują najczęściej w heraldyce Europy zachodniej, były skutkiem łączenia na niej kilku dotychczas istniejących herbów lub mogą być to zupełnie nowe herby, utworzone w wyniku nadania przez aktualnego władcę. 
Heraldycy utworzyli różne sposoby na interpretowanie określonej części tarczy, przykładami mogą być np. tarcze alfabetyczne lub numeryczne. Podział tarczy jest silnie powiązany z określeniem kolejności jej części lub pól. Wedle przyjętych zasad heraldycznych tarcza numeryczna zawsze jest liczona od prawego górnego rogu (punkt 1), a tarcza alfabetyczna od części ponad tarczą (punkt A). W przypadku tarczy numerycznej, zastąpienie miejsca pierwszego może nastąpić jedynie w przypadku występowania tzw. tarczy sercowej w herbie.
Podziały tarczy pomagają również w ściśle określonych zasadach języka heraldyki, zwanymi blazonowaniem.

### Podziały alfabetyczne

Punkty na pomocniczej alfabetycznej tarczy herbowej

A. Głowica
B. Dekster
C. Sinister
D. Podstawa
E. Główny dekster
F. Główny środek
G. Główny sinister
H. Punkt honorowy
I. Pas
J. Pępek
K. Podstawowy dekster
L. Podstawowy sinister
M. Podstawowy środek

### Podziały numerycznie

Punkty na pomocniczej numerycznej tarczy herbowej.

1. Kanton
5. Tarcza sercowa
1, 2, 3. Głowica
4, 5, 6. Pas
7, 8, 9. Podstawa
2, 5, 8. Słup
1, 5, 9. Skos
3, 5, 7. Skos lewy
2, 4, 5, 6, 8. Krzyż
1, 3, 5, 7, 9. Krzyż skośny
1, 2, 3, 4, 6, 7, 8, 9. Skraj